# Regional Council of Goyder
Regional Council of Goyder is een Local Government Area (LGA) in de Australische deelstaat Zuid-Australië.